# Osmoxylon lanceolatum
Osmoxylon lanceolatum är en araliaväxtart som beskrevs av William Raymond Philipson. Osmoxylon lanceolatum ingår i släktet Osmoxylon och familjen Araliaceae. Inga underarter finns listade.